# Skip Spence
Alexander Lee „Skip“ Spence (* 18. April 1946 in Windsor, Ontario, Kanada; † 16. April 1999 in Santa Cruz, Kalifornien) war ein amerikanischer Rockmusiker. Skip Spence war Mitglied der Bands Jefferson Airplane und Moby Grape. Sein von Drogen, Alkohol und Schizophrenie geprägter Lebenslauf wird oft mit dem von Syd Barrett verglichen.
Skip Spence spielte bei einer Vorstufe von Quicksilver Messenger Service, bevor er 1965 Schlagzeuger bei Jefferson Airplane wurde. Nach dem ersten Album Jefferson Airplane Takes Off verließ er die Gruppe, um bei Moby Grape die Gitarre zu spielen. 1968 kam es im Studio zu wüsten Szenen – angeblich soll Spence Kollegen mit einer Axt bedroht haben. Er wurde in eine Anstalt eingewiesen, wo Schizophrenie diagnostiziert wurde.
Nach seiner Entlassung nahm er 1969 das Soloalbum Oar auf, das ein kommerzieller Misserfolg wurde. Er verfiel zusehends seiner Krankheit, unterstützt durch exzessiven Drogen- und Alkoholkonsum. Zuletzt lebte er in einem Heim in der Nähe von San José, Kalifornien.
Skip Spence starb 1999 an Lungenkrebs, wenige Tage vor der Veröffentlichung des Tribute-Albums More Oar mit Beiträgen von Robert Plant, Beck, Tom Waits und anderen. „Oar“ wurde in die legendäre Wireliste The Wire’s „100 Records That Set the World on Fire (While No One Was Listening)“ aufgenommen.

### Musikbeispiele
- Jefferson Airplane feat. Skip Spence: J. P. P. Mc Step B. Blues auf YouTube
- Moby Grape feat. Skip Spence: Omaha auf YouTube
- Alexander Spence: Little Hands auf YouTube

## Einzelbelege
1. ↑  Jon Pareles: Skip Spence, Psychedelic Musician, Dies at 52 in: The New York Times vom 18. April 1999.
2. ↑  Pierre Perrone: Obituary: SKIP SPENCE in: The Independent vom 20. April 1999.

| Personendaten    | Personendaten                 |
| ---------------- | ----------------------------- |
| NAME             | Spence, Skip                  |
| ALTERNATIVNAMEN  | Spence, Alexander Lee         |
| KURZBESCHREIBUNG | US-amerikanischer Rockmusiker |
| GEBURTSDATUM     | 18. April 1946                |
| GEBURTSORT       | Windsor, Ontario, Kanada      |
| STERBEDATUM      | 16. April 1999                |
| STERBEORT        | Santa Cruz, Kalifornien       |